# Nationale kendingsbogstaver (fly)
 For alternative betydninger, se Nationale kendingsbogstaver. (Se også artikler, som begynder med Nationale kendingsbogstaver)
Ifølge ICAO skal alle civile luftfartøjer over en vis størrelse have en indregistreringskode påmalet flyet. Kaldes nogle gange for halenummeret.

-ABC betyder tre bogstaver, -1234 betyder fire tal. Ofte er 1, 0 (nul), I og O undladt for at undgå forvekslinger. Kun de engelske bogstaver (26) er tilladt, uden accenter og som versaler.

Alle civile fly i Sovjetunionen tilhørte Aeroflot og de brugte kyrilliske bogstaver (CCCP-12345).
I 1919 bestemte Commission Internationale de Navigation Aérienne (CINA), at de store fly-lande skulle have ét bogstav som kendingsbogstav, og at resten af landene skulle have to. 8. maj 1929 blev det første danske fly indregistreret med OY. Det har ikke været muligt at finde en officiel forklaring på, hvorfor Danmark har fået tildelt OY- som nationalitetsmærke.

USA kunne få lov til at bruge U, men de havde et internt problem: Siden 1914 havde de enkelte delstater udstedt registreringsnumre til privatfly og Utahs fly hed U-ABC. For at undgå forvirring valgtes N- for National. Delstaterne med N hed ND- (North Dakota), NJ- (New Jersey), NV- (Nevada) osv. og udgjorde et mindre problem. 

## Fra land til kode

### A
| Afghanistan        | Afghanistan        | YA    | -ABC                                                                |
| Albanien           | Albanien           | ZA    | -ABC                                                                |
| Algeriet           | Algeriet           | 7T    | -ABC                                                                |
| Andorra            | Andorra            | C3    | – ABC                                                               |
| Angola             | Angola             | D2    | -ABC                                                                |
| Antigua og Barbuda | Antigua og Barbuda | V2    | -ABC                                                                |
| Argentina          | Argentina          | LQ/LV | ABC (LQ bruges til offentlig tjeneste, herunder, kommune, stat, mv) |
| Armenien           | Armenien           | EK    | -12345                                                              |
| Aruba              | Aruba              | P4    | -ABC                                                                |
| Australien         | Australien         | VH    | -ABC                                                                |
| Aserbajdsjan       | Aserbajdsjan       | 4K    | -AB1, -AB12 eller 12345 eller AB123                                 |

### B
| Bahamas             | Bahamas             | C6  | -ABC                  |
| Bahrain             | Bahrain             | A9C | -AB                   |
| Bangladesh          | Bangladesh          | S2  | -ABC                  |
| Barbados            | Barbados            | 8P  | -ABC                  |
| Belgien             | Belgien             | OO  | -ABC                  |
| Belize              | Belize              | V3  | -ABC                  |
| Benin               | Benin               | TY  | -ABC                  |
| Bhutan              | Bhutan              | A5  | -ABC                  |
| Bolivia             | Bolivia             | CP  | -1234                 |
| Bosnien-Hercegovina | Bosnien-Hercegovina | T9  | -ABC                  |
| Botswana            | Botswana            | A2  | -ABC                  |
| Brasilien           | Brasilien           | PP  | -ABC                  |
| Brunei              | Brunei              | V8  | -ABC, -AB1 eller -123 |
| Bulgarien           | Bulgarien           | LZ  | -ABC                  |
| Burkina Faso        | Burkina Faso        | XT  | -ABC                  |
| Burma (Myanmar)     | Myanmar             | XY  | -ABC                  |
| Burundi             | Burundi             | 9U  | -ABC                  |

### C
| Cambodja                   | Cambodja                    | XU  | -123   |
| Cameroun                   | Cameroun                    | TJ  | -ABC   |
| Canada                     | Canada                      | C-F | -ABC   |
| Centralafrikanske Republik | Centralafrikanske Republik  | TL  | -ABC   |
| Chile                      | Chile                       | CC  | -ABC   |
| Colombia                   | Colombia                    | HK  | -1234A |
| Comorerne                  | Comorerne                   | D6  | -ABC   |
| Congo Brazzaville          | Republikken Congo           | 9Q  | -ABC   |
| Congo Kinshasa             | Demokratiske Republik Congo | TN  | -ABC   |
| Costa Rica                 | Costa Rica                  | TI  | -ABC   |
| Cuba                       | Cuba                        | CU  | -1234  |
| Cypern                     | Cypern                      | 5B  | -ABC   |

### D
| Danmark | Danmark | OY | -ABC |

- Helikoptere: OY-HAB reserveret.
- Svævefly: typisk OY-XAB, men også OY-AXB eller OY-ABX (X- skal indgå i registreringen).
- Varmluftsballoner – OY-BOA – foretrækkes.
- Ultralette fly (vægt-styret): OY-8xxx (4 cifre i alt)
- Ultralette fly (ror-styret): OY-9xxx (4 cifre i alt)
- Gyrokoptere: OY-1xxx (4 cifte i alt)

| Djibouti              | Djibouti              | J2 | -ABC   |
| Dominica              | Dominica              | J7 | -ABC   |
| Dominikanske Republik | Dominikanske Republik | HI | -123AB |

### E
| Ecuador         | Ecuador         | HC | -ABC |
| Egypten         | Egypten         | SU | -ABC |
| El Salvador     | El Salvador     | YS | -ABC |
| Elfenbenskysten | Elfenbenskysten | TU | -ABC |
| Eritrea         | Eritrea         | E3 | -ABC |
| Estland         | Estland         | ES | -ABC |
| Etiopien        | Etiopien        | ET | -ABC |

### F
| Fiji                       | Fiji                       | DQ | -ABC                   |
| Filippinerne               | Filippinerne               | RP | -C1234                 |
| Finland                    | Finland                    | OH | -ABC                   |
| FN                         | Forenede Nationer          | 4U | -ABC                   |
| Forenede Arabiske Emirater | Forenede Arabiske Emirater | A6 | -ABC                   |
| Frankrig                   | Frankrig                   | F  | -ABCD                  |
| Fransk Guyana              | Guyana                     | F  | -OABC                  |
| Færøerne                   | Færøerne                   | OY | -ABC – Se også Danmark |

### G
| Gabon         | Gabon         | TR | -ABC                   |
| Gambia        | Gambia        | C5 | -ABC                   |
| Georgien      | Georgien      | 4L | -ABC eller -12345      |
| Ghana         | Ghana         | 9G | -ABC                   |
| Grenada       | Grenada       | J3 | -ABC                   |
| Grækenland    | Grækenland    | SX | -ABC                   |
| Grønland      | Grønland      | OY | -ABC – Se også Danmark |
| Guatemala     | Guatemala     | TG | -ABC                   |
| Guinea        | Guinea        | 3X | -ABC                   |
| Guinea-Bissau | Guinea-Bissau | J5 | -ABC                   |
| Guyana        | Guyana        | 8R | -ABC                   |

### H
| Haiti               | Haiti                 | HH | -ABC               |
| Holland             | Holland               | PH | -ABC               |
| Hollandske Antiller | Nederlandske Antiller | PJ | -ABC               |
| Honduras            | Honduras              | HR | -ABC               |
| Hviderusland        | Hviderusland          | EW | -123AB eller 12345 |

### I
| Indien                                            | Indien      | VT | -ABC  |
| Indonesien                                        | Indonesien  | PK | -ABC  |
| Irak                                              | Irak        | YI | -ABC  |
| Iran                                              | Iran        | EP | -ABC  |
| Irland                                            | Irland      | EI | -ABC  |
| Island                                            | Island      | TF | -ABC  |
| Isle of Man (Uafhængigt under den Britiske krone) | Isle of Man | M  | -ABCD |
| Israel                                            | Israel      | 4X | -ABC  |
| Italien                                           | Italien     | I  | -ABCD |

### J
| Jamaica | Jamaica | 6Y | -ABC                            |
| Japan   | Japan   | JA | -1234, -123A, -12AB eller -A123 |
| Jordan  | Jordan  | JY | -ABC                            |

### K
| Kap Verde   | Kap Verde   | D4 | -ABC |
| Kasakhstan  | Kasakhstan  | UP | -12345 – Tidligere UN, men dette er nu ændret for ikke at forveksle registreringen med UN-mærket båret af mandskab og køretøjer fra FN. |
| Kenya       | Kenya       | 5Y | -ABC |
| Kina        | Kina        | B  | -1234 |
| Kosovo      | Kosovo      | KS | -ABC |
| Kroatien    | Kroatien    | 9A | -ABC |
| Kuwait      | Kuwait      | 9K | -ABC |
| Kirgisistan | Kirgisistan | EX | -12345 eller -123 |

### L
| Laos          | Laos          | RDPL | -12345                                  |
| Letland       | Letland       | YL   | -ABC                                    |
| Lesotho       | Lesotho       | 7P   | -ABC                                    |
| Libanon       | Libanon       | OD   | -ABC                                    |
| Liberia       | Liberia       | A8   | -ABC                                    |
| Libyen        | Libyen        | 5A   | -ABC                                    |
| Liechtenstein | Liechtenstein | HB   | -ABC Liechtenstein og Schweiz deler HB. |
| Litauen       | Litauen       | LY   | -ABC                                    |
| Luxembourg    | Luxembourg    | LX   | -ABC                                    |

### M
| Madagaskar    | Madagaskar     | 5R | -ABC              |
| Makedonien    | Nordmakedonien | Z3 | -ABC              |
| Malaysia      | Malaysia       | 9M | -ABC              |
| Malawi        | Malawi         | 7Q | -ABC              |
| Maldiverne    | Maldiverne     | 8Q | -ABC              |
| Mali          | Mali           | TZ | -ABC              |
| Malta         | Malta          | 9H | -ABC              |
| Marokko       | Marokko        | CN | -ABC              |
| Marshalløerne | Marshalløerne  | V7 | -ABC              |
| Mauretanien   | Mauretanien    | 5T | -ABC              |
| Mauritius     | Mauritius      | 3B | -ABC              |
| Mexico        | Mexico         | XA | -ABC              |
| Mikronesien   | Mikronesien    | V6 | -ABC              |
| Mocambique    | Mozambique     | C9 | -ABC              |
| Moldova       | Moldova        | ER | -ABC eller -12345 |
| Monaco        | Monaco         | 3A | -ABC              |
| Mongoliet     | Mongoliet      | JU | -1234             |
| Montenegro    | Montenegro     | 4O | -ABC              |

### N
| Namibia     | Namibia     | V5 | -ABC |
| Nauru       | Nauru       | C2 | -ABC |
| Nepal       | Nepal       | 9N | -ABC |
| New Zealand | New Zealand | ZK | -ABC |
| Nicaragua   | Nicaragua   | YN | -ABC |
| Niger       | Niger       | 5U | -ABC |
| Nigeria     | Nigeria     | 5N | -ABC |
| Norge       | Norge       | LN | -ABC |
| Nordkorea   | Nordkorea   | P  | -123 |

### O
| Oman | Oman | A4O | -AB |

### P
| Pakistan        | Pakistan        | AP  | -ABC     |
| Palau           | Palau           | T8A | -123     |
| Panama          | Panama          | HP  | -1234ABC |
| Papua Ny Guinea | Papua Ny Guinea | P2  | -ABC     |
| Paraguay        | Paraguay        | ZP  | -ABC     |
| Peru            | Peru            | OB  | -1234    |
| Polen           | Polen           | SP  | -ABC     |
| Portugal        | Portugal        | CS  | -ABC     |

### Q
| Qatar | Qatar | A7 | -ABC |

### R
| Rumænien | Rumænien | YR  | -ABC                |
| Rusland  | Rusland  | RA  | -12345 eller -1234K |
| Rwanda   | Rwanda   | 9XR | -AB                 |

### S
| Saint Kitts og Nevis          | Saint Kitts                   | V4       | -ABC                                    |
| Saint Vincent og Grenadinerne | Saint Vincent og Grenadinerne | J8       | -ABC                                    |
| Salomonøerne                  | Salomonøerne                  | H4       | -ABC                                    |
| Samoa                         | Samoa                         | 5W       | -ABC                                    |
| San Marino                    | San Marino                    | T7       | -ABC                                    |
| Sankt Lucia                   | Saint Lucia                   | J6       | -ABC                                    |
| São Tomé og Principe          | São Tomé og Príncipe          | S9       | -ABC                                    |
| Saudi-Arabien                 | Saudi-Arabien                 | HZ       | -ABC, -AB1, -AB12 eller -ABC1           |
| Schweiz                       | Schweiz                       | HB       | -ABC Liechtenstein og Schweiz deler HB. |
| Senegal                       | Senegal                       | 6V       | -ABC                                    |
| Serbien                       | Serbien                       | YU       | -ABC                                    |
| Seychellerne                  | Seychellerne                  | S7       | -ABC                                    |
| Sierra Leone                  | Sierra Leone                  | 9L       | -ABC                                    |
| Singapore                     | Singapore                     | 9V       | -ABC                                    |
| Slovakiet                     | Slovakiet                     | OM       | -ABC                                    |
| Slovenien                     | Slovenien                     | S5       | -ABC                                    |
| Somalia                       | Somalia                       | 6O       | -ABC                                    |
| Spanien                       | Spanien                       | EC       | -ABC                                    |
| Sri Lanka                     | Sri Lanka                     | 4R       | -ABC                                    |
| Storbritannien                | Storbritannien                | G        | -ABC                                    |
| Storbritannien                | Storbritannien                | VP og VQ | -ABC – (Oversøiske territorier)         |

- VP-A:  Anguilla
- VP-B:  Bermuda
- VP-C:  Cayman Islands
- VP-F:  Falklandsøerne
- VP-G:  Gibraltar
- VP-L:  Britisk Virgin Islands (Jomfruøerne)
- VP-M:  Montserrat
- VQ-H:  Sankt Helena
- VQ-T:  Turks and Caicos Islands

| Sudan     | Sudan     | ST | -ABC  |
| Surinam   | Surinam   | PZ | -ABC  |
| Sverige   | Sverige   | SE | -ABC  |
| Swaziland | Eswatini  | 3D | -ABC  |
| Sydafrika | Sydafrika | ZS | -ABC  |
| Sydkorea  | Sydkorea  | HL | -1234 |
| Syrien    | Syrien    | YK | -ABC  |

### T
| Tadsjikistan       | Tadsjikistan       | EY | -12345                           |
| Taiwan             | Republikken Kina   | B  | -12345                           |
| Tanzania           | Tanzania           | 5H | -ABC                             |
| Tchad              | Tchad              | TT | -ABC                             |
| Thailand           | Thailand           | HS | -ABC                             |
| Tjekkiet           | Tjekkiet           | OK | -ABC, -ABC12, -1234 eller -A123  |
| Togo               | Togo               | 5V | -ABC                             |
| Tonga              | Tonga              | A3 | -ABC                             |
| Trinidad og Tobago | Trinidad og Tobago | 9Y | -ABC                             |
| Tunesien           | Tunesien           | TS | -ABC                             |
| Turkmenistan       | Turkmenistan       | EZ | -A123                            |
| Tuvalu             | Tuvalu             | T2 | -ABC(?)                          |
| Tyrkiet            | Tyrkiet            | TC | -ABC                             |
| Tyskland           | Tyskland           | D  | -ABCD (motorfly) -1234(Svævefly) |

### U
| Uganda     | Uganda     | 5X | -ABC                     |
| Ukraine    | Ukraine    | UR | -ABC eller -12345        |
| Ungarn     | Ungarn     | HA | -ABC                     |
| Uruguay    | Uruguay    | CX | -ABC                     |
| USA        | USA        | N  | 12345, 1234A eller 123AB |
| Usbekistan | Usbekistan | UK | -12345                   |

### V
| Vanuatu       | Vanuatu       | YJ | -123  |
| Vatikanstaten | Vatikanstaten | HV | -???  |
| Venezuela     | Venezuela     | YV | -123  |
| Vietnam       | Vietnam       | VN | -1234 |

### Y
| Yemen | Yemen | 7O | -ABC |

### Z
| Zambia   | Zambia   | 9J | -ABC |
| Zimbabwe | Zimbabwe | Z  | -ABC |

### Æ
| Ækvatorialguinea | Ækvatorialguinea | 3C | -ABC |

### Ø
| Østtimor | Østtimor | 4W | -??  |
| Østrig   | Østrig   | OE | -ABC |

## Fra kode til land

### Jorden
4U – Forenede Nationer

### Nord- og Mellemamerika
6Y – Jamaica
8P – Barbados
9Y – Trinidad og Tobago
C – Canada
CF – Canada
CU – Cuba
C6 – Bahamas
F – Saint-Pierre og Miquelon (fransk territorium)
F-OG — Guadelope (fransk territorium)
F-OG — Martinique (fransk territorium)
HH – Haiti
HI – Dominikanske Republik
HP – Panama
HR – Honduras
J3 – Grenada
J6 – St. Lucia
J7 – Dominica
J8 – St. Vincent og Grenadinerne
N – USA (Amerikas Forenede Stater)
PJ – Hollandske Antiller
TG – Guatemala
TI – Costa Rica
V2 – Antigua og Barbuda
V3 – Belize
V4 – St. Christoffer, Nevis (Saint Kitts and Nevis)
VP-A – Anguilla (Britisk territorium)
VP-B – Bermuda (Britisk territorium)
VP-C – Cayman Islands (Britisk territorium)
VP-L – Virgin Islands / Jomfruøerne (Britisk territorium)
VP-M – Montserrat (Britisk territorium)
VQ-B - Bermuda (Britisk territorium)
VQ-T – Turks and Caicos Islands (Britisk territorium)
XA – Mexico
XB – Mexico
XC – Mexico
YN – Nicaragua
YS – El Salvador

### Sydamerika
8R – Guyana
CC – Chile
CP – Bolivia
CX – Uruguay
F-O – Fransk Guyana (fransk territorium)
HC – Ecuador
HK – Colombia
LQ – Argentina
LV – Argentina
OB – Peru
P4 – Aruba
PP – Brasilien
PT – Brasilien
PZ – Surinam
VP-F – Falklandsøerne (Britisk territorium)
YV – Venezuela
ZP – Paraguay

### Europa
2 –  Guernsey (Britisk territorium)
3A – Monaco
9A – Kroatien
9H – Malta
C3 – Andorra
CR – Portugal
CS – Portugal
D – Tyskland
EC – Spanien
EI – Irland
EJ – Irland
ER – Moldova
ES – Estland
EW – Hviderusland, Belarus
F – Frankrig
G – Storbritannien
HA – Ungarn
HB  – Schweiz
HB  – Liechtenstein
HV – Vatikanstaten
I – Italien
LN – Norge
LX – Luxembourg
LY – Litauen
LZ – Bulgarien
M – Isle of Man
OE – Østrig
OH – Finland
OK – Tjekkiet
OM – Slovakiet
OO – Belgien
OY – Danmark
PH – Holland
S5 – Slovenien
SE – Sverige
SP – Polen
SX – Grækenland
T7 – San Marino
T9 – Bosnien-Hercegovina
TF – Island
UR – Ukraine
VP-G – Gibraltar (Britisk territorium)
YL – Letland
YR – Rumænien
YU – Serbien
Z3 – Makedonien
ZA – Albanien

### Asien
4K – Aserbajdsjan
4L – Georgien
4R – Sri Lanka
4W – Østtimor
4X – Israel
7O – Yemen
8Q – Maldiverne
9K – Kuwait
9M – Malaysia
9N – Nepal
9V – Singapore
AP – Pakistan
A4O – Oman
A5 – Bhutan
A6 – Forenede Arabiske Emirater
A7 – Qatar
A9C – Bahrain
B – Kina
B – Taiwan
EK – Armenien
EP – Iran
EX – Kirgisistan
EY – Tadsjikistan
EZ – Turkmenistan
HL – Sydkorea
HS – Thailand
HZ – Saudi-Arabien
JA – Japan
JU – Mongoliet
JY – Jordan
OD – Libanon
P – Nordkorea
PK – Indonesien
RA – Rusland
RDPL – Laos
RP-C – Filippinerne
S2 – Bangladesh
TC – Tyrkiet
UK – Usbekistan
UP – Kasakhstan (Tidl. registrering UN findes også endnu)
VT – Indien
V8 – Brunei
XU – Cambodja
XV – Vietnam
XY – Burma (Myanmar)
XZ – Burma (Myanmar)
YA – Afghanistan
YI – Iraq
YK – Syrien

### Afrika
3B – Mauritius
3C – Ækvatorialguinea
3D – Swaziland
3x – Guinea
5A – Libyen
5H – Tanzania
5N – Nigeria
5R – Madagaskar
5T – Mauretanien
5U – Niger
5V – Togo
5X – Uganda
5Y – Kenya
6O – Somalia
6V – Senegal
6W – Senegal
7P – Lesotho
7QY – Malawi
7T – Algeriet
9G – Ghana
9J – Zambia
9L – Sierra Leone
9Q – Congo Kinshasa
9S -  Democratic Republic of the Congo
9U – Burundi
9XR – Rwanda
A2 – Botswana
CN – Marokko
C5 – Gambia
C9 – Mocambique
D2 – Angola
D4 – Kap Verde
D6 – Comorerne
E3 – Eritrea
EL – Liberia
ET – Etiopien
F – Mayotte (fransk territorium)
F-OD Réunion (fransk territorium)
J2 – Djibouti
J5 – Guinea-Bissau
S9 – Sao Tomé og Principe
ST – Sudan
SU – Egypten
S7 – Seychellerne
TJ – Cameroun
TL – Centralafrikanske Republik
TN – Congo Brazzaville
TR – Gabon
TS – Tunesien
TT – Tchad
TU – Elfenbenskysten (Côte d'Ivoire)
TY – Benin
TZ – Mali
V5 – Namibia
VQ-H – Sankt Helena (Britisk territorium)
XT – Burkina Faso
ZS – Sydafrika
ZT – Sydafrika
ZU – Sydafrika

### Australien og Oceanien
5W – Vestsamoa
A3 – Tonga
C2 – Nauru
DQ – Fiji
F-OD — Ny Kaledonien (fransk territorium)
F-OD — Wallis og Futuna (fransk territorium)
F-OH — Fransk Polynesien (fransk territorium)
H4 – Salomonøerne
P2 – Papua Ny Guinea
V6 – Mikronesiens Forenede Stater
V7 – Marshalløerne
VH – Australien
YJ – Vanuatu
ZK – New Zealand
ZL – New Zealand
ZM – New Zealand